# Teoctist Arăpașu
Teoctist I (7 de febrero de 1915 - 30 de julio de 2007), nacido cómo Toader Arăpașu, fue patriarca de la iglesia ortodoxa rumana desde 1986 hasta 2007.
Nacido en un pueblo al noreste de Rumanía, el décimo entre once hermanos, monje ortodoxo desde los 20 años. Elevado al patriarcado rumano en 1986 a la edad de 71 años en reemplazo de Justino. En el año 1999, Juan Pablo II visitó Rumanía por invitación de su beatitud Teoctist I, la primera hecha por una autoridad ortodoxa desde el Cisma de 1054, año en que Católicos y Ortodoxos se separaron de forma definitiva. En octubre de 2002, Teoctist I devolvió la visita a Juan Pablo II, acudiendo a Roma al frente de una delegación.
El patriarca Teoctist fue criticado por su cercanía al comunismo (Rumanía era comunista durante la Guerra Fría). En 1989 deja el patriarcado por un breve lapso después de que los activistas anticomunistas le acusaran de "blandura" con el exdictador Nicolae Ceausescu.
Falleció el 30 de julio de 2007 a la edad de 92 años, de un ataque cardíaco, producto de una intervención quirúrgica en la glándula prostática.
La Iglesia Ortodoxa Rumana mediante el Santo Sínodo, eligió el 12 de septiembre de 2007 a Daniel Ciobotea como nuevo Patriarca de Rumanía.